# 訃報 1971年3月
訃報 1971年3月（ふほう 1971ねん3がつ）では、1971年（昭和46年）3月中に物故した、又は物故が報じられた人物についてまとめる。

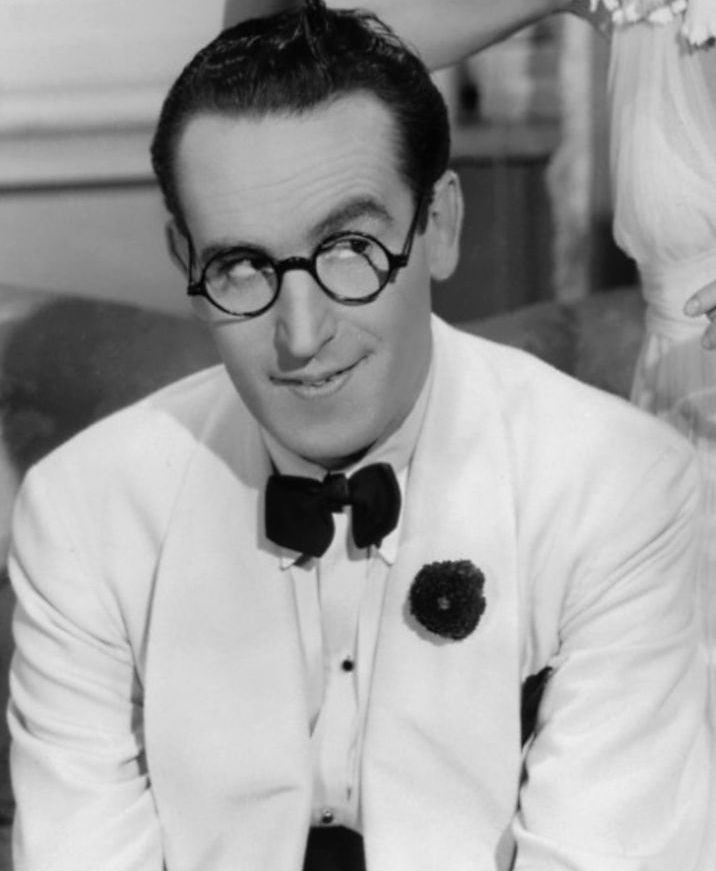
ハロルド・ロイド / 3月8日没

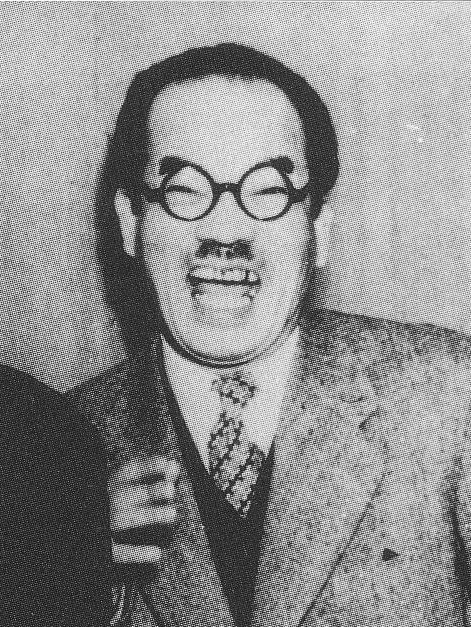
横山エンタツ / 3月21日没

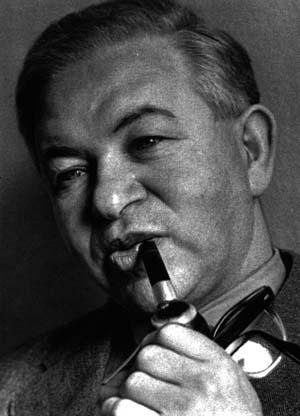
アルネ・ヤコブセン / 3月24日没

## （1日 - 15日）
- 3月1日 - 伊藤勇、元プロボクサー（* 1909年）
- 3月1日 - 平塚武二、児童文学者（* 1904年）
- 3月2日 - 永見俊徳、陸軍軍人（* 1888年）
- 3月2日 - 古賀ノ浦茂、大相撲力士（* 1904年）
- 3月2日 - チャールズ・W・エンゲルハード・ジュニア、実業家（* 1917年）
- 3月4日 - 山茶花究、俳優・芸人（* 1914年）
- 3月5日 - 山本正房、実業家・新聞経営者（* 1898年）
- 3月5日 - 北川義行、労働運動家（* 1907年）
- 3月6日 - 桂右之助、上方噺家・寄席囃子方（* 1903年）
- 3月6日 - サーストン・ダート、音楽学者・鍵盤楽器奏者（* 1921年）
- 3月7日 - 西川辰美、漫画家（* 1916年）
- 3月7日 - 五鬼上堅磐、裁判官（* 1897年）
- 3月8日 - ハロルド・ロイド、コメディアン（* 1893年）
- 3月10日 - 土井虎賀寿、哲学者・文学者（* 1902年）
- 3月10日 - 鈴鹿野風呂、俳人（* 1887年）
- 3月11日 - 沢東洋男、プロ野球審判員、プロ野球監督（* 1890年）
- 3月11日 - フィロ・ファーンズワース、発明家（* 1906年）
- 3月12日 - 池田一夫、映画プロデューサー（* 1906年）
- 3月15日 - 松原至大、童話作家、翻訳家（* 1893年）

## （16日 - 31日）
- 3月16日 - トマス・E・デューイ、政治家（* 1902年）
- 3月16日 - 駒ノ里秀雄、大相撲力士（* 1909年）
- 3月16日 - ビーブ・ダニエルズ、女優（* 1901年）
- 3月17日 - ピエロ・コッポラ、指揮者（* 1888年）
- 3月18日 - 大月源二、画家（* 1904年）
- 3月18日 - 今井丈夫、水産学者（* 1903年）
- 3月18日 - マーヴィン・ケリー、物理学者（* 1895年）
- 3月19日 - 高野虎市、チャールズ・チャップリンの秘書（* 1885年）
- 3月20日 - 植原繁市、詩人（* 1908年）
- 3月20日 - 高谷覚蔵、社会運動家・政治評論家（* 1899年）
- 3月20日 - 安保正敏、実業家（* 1907年）
- 3月21日 - 長寿吉、西洋史学者（* 1880年）
- 3月21日 - 横山エンタツ、漫才師（* 1896年）
- 3月21日 - 深田久弥、小説家・登山家（* 1903年）
- 3月24日 - アルネ・ヤコブセン、建築家、デザイナー（* 1902年）
- 3月24日 - 保井コノ、植物学者（* 1880年）
- 3月25日 - 小林勝、小説家（* 1927年）
- 3月26日 - 富田彬、英文学者（* 1897年）
- 3月29日 - 大伴茂、心理学者・日本史研究家（* 1892年）
- 3月30日 - 赤羽幾一、政治家（* 1896年）
- 3月30日 - 三浦芳聖、「自称天皇」の一人（* 1904年）
- 3月31日 - アルフレッド・デザンクロ、作曲家（* 1912年）
- 3月31日 - 佐藤基、大蔵官僚（* 1898年）
- 3月31日 - エーリヒ・シュトラウベ、ドイツ国防軍陸軍軍人（* 1887年）